# Unter dem Birnbaum 3 (Quedlinburg)

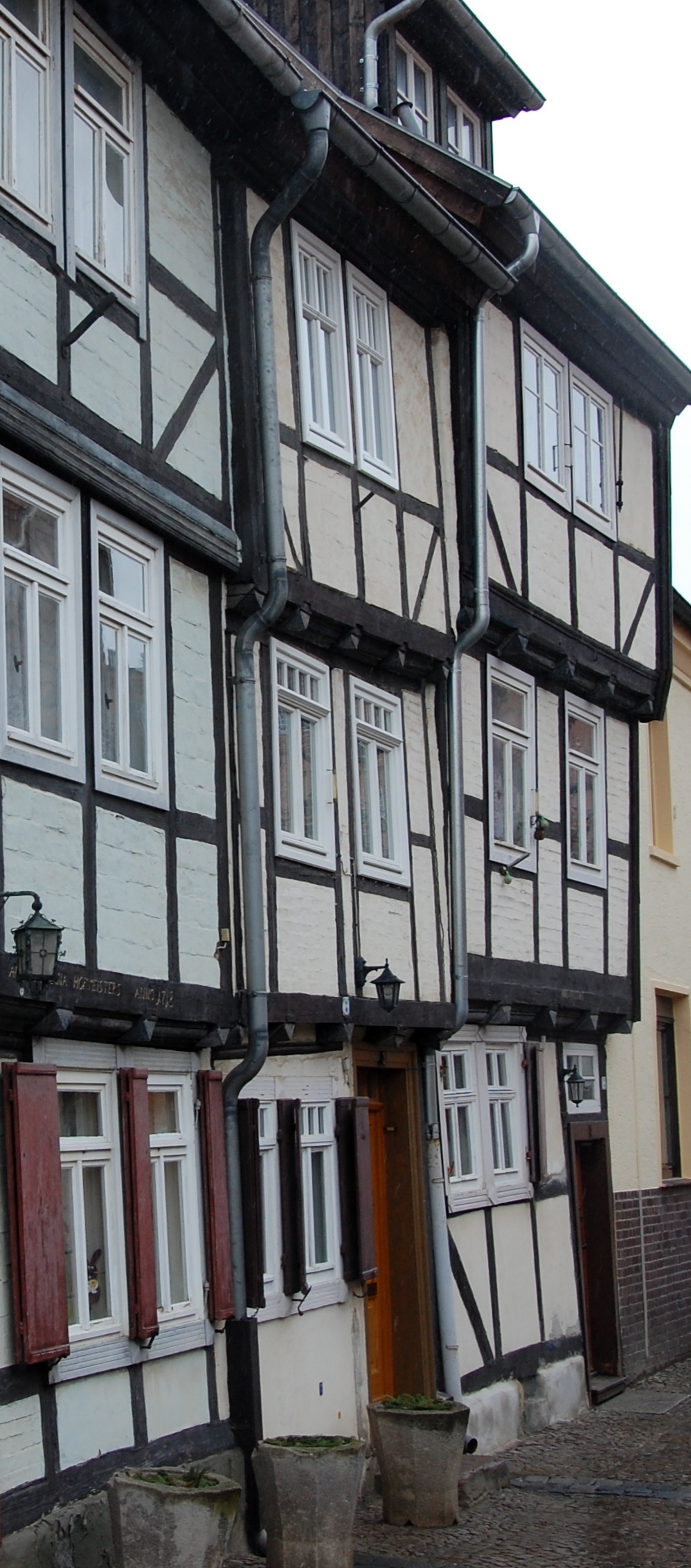
Haus Unter dem Birnbaum 3

Das Haus Unter dem Birnbaum 3 ist ein denkmalgeschütztes Gebäude in Quedlinburg in Sachsen-Anhalt.

## Lage
Es ist im Quedlinburger Denkmalverzeichnis als Wohnhaus eingetragen und befindet sich südlich des Quedlinburger Schlossbergs am Südufer des Mühlgrabens. Westlich grenzt das gleichfalls denkmalgeschützte Haus Unter dem Birnbaum 2, östlich das Haus Unter dem Birnbaum 4 an.

## Architektur und Geschichte
Die Bauzeit des dreigeschossigen Fachwerkhauses fällt in die Zeit um das Jahr 1720. Als Verzierung finden sich an den Stockschwellen des Hauses Pyramidenbalkenköpfe. Im 18. Jahrhundert wurde die Fachwerkfassade des ersten Obergeschosses verändert.